# Bréménil
Bréménil est une commune française située dans le département de Meurthe-et-Moselle, en région Grand Est.

## Géographie
Située au nord-ouest du canton de Badonviller, Bréménil est entre plaine et montagne. Son sol est formé de silice et de grès bigarré.
| Montreux                  | Parux       | Saint-Sauveur |
| Neuviller-lès-Badonviller | Bréménil    | Angomont      |
|                           | Badonviller |               |

### Hydrographie
La commune est dans le bassin versant du Rhin, au sein du bassin Rhin-Meuse. Elle est drainée par le ruisseau de France, le ruisseau de l'Étang du Bon Pere, le ruisseau de Montreux et le ruisseau la Breme,.

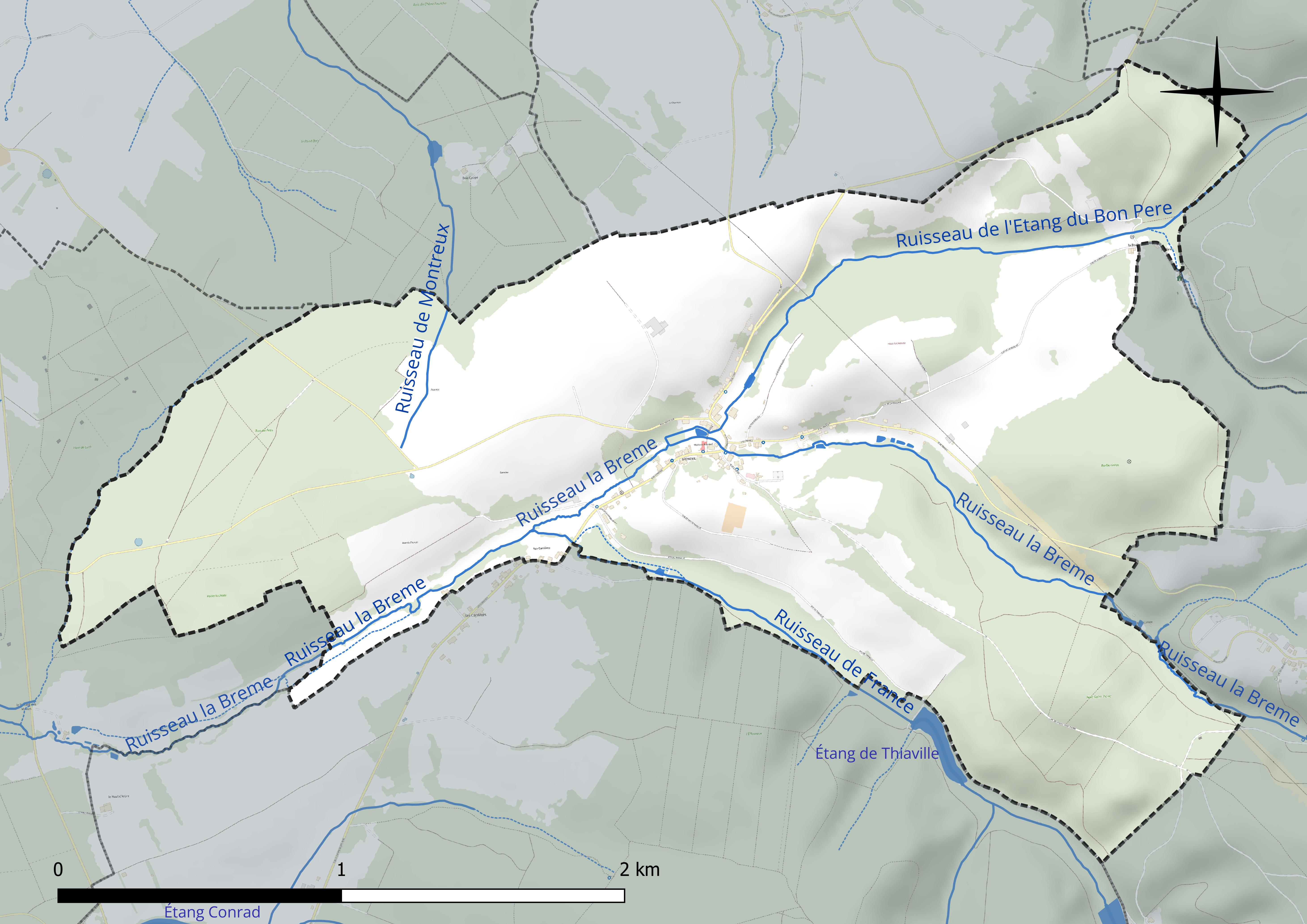
Réseau hydrographique de Bréménil.

### Climat
Pour des articles plus généraux, voir Climat du Grand Est et Climat de Meurthe-et-Moselle.
En 2010, le climat de la commune est de type climat de montagne, selon une étude du Centre national de la recherche scientifique s'appuyant sur une série de données couvrant la période 1971-2000. En 2020, Météo-France publie une typologie des climats de la France métropolitaine dans laquelle la commune est exposée à un climat semi-continental et est dans la région climatique  Vosges, caractérisée par une pluviométrie très élevée (1 500 à 2 000 mm/an) en toutes saisons et un hiver rude (moins de 1 °C). 
Pour la période 1971-2000, la température annuelle moyenne est de 9,3 °C, avec une amplitude thermique annuelle de 16,9 °C. Le cumul annuel moyen de précipitations est de 1 070 mm, avec 12,8 jours de précipitations en janvier et 10,3 jours en juillet. Pour la période 1991-2020, la température moyenne annuelle observée sur la station météorologique de Météo-France la plus proche, « Badonviller », sur la commune de Badonviller à 3 km à vol d'oiseau, est de 10,2 °C et le cumul annuel moyen de précipitations est de 1 066,3 mm. 
La température maximale relevée sur cette station est de 39,1 °C, atteinte le 4 août 2022 ; la température minimale est de −22 °C, atteinte le 14 janvier 1960,,. 
Les paramètres climatiques de la commune ont été estimés pour le milieu du siècle (2041-2070) selon différents scénarios d'émission de gaz à effet de serre à partir des nouvelles projections climatiques de référence DRIAS-2020. Ils sont consultables sur un site dédié publié par Météo-France en novembre 2022.

## Urbanisme

### Typologie
Au 1er janvier 2024, Bréménil est catégorisée commune rurale à habitat dispersé, selon la nouvelle grille communale de densité à sept niveaux définie par l'Insee en 2022.
Elle est située hors unité urbaine et hors attraction des villes,.

### Occupation des sols
L'occupation des sols de la commune, telle qu'elle ressort de la base de données européenne d’occupation biophysique des sols Corine Land Cover (CLC), est marquée par l'importance des forêts et milieux semi-naturels (49,6 % en 2018), en diminution par rapport à 1990 (61,7 %). La répartition détaillée en 2018 est la suivante : forêts (49,6 %), zones agricoles hétérogènes (27,9 %), prairies (15,7 %), zones urbanisées (6,9 %). L'évolution de l’occupation des sols de la commune et de ses infrastructures peut être observée sur les différentes représentations cartographiques du territoire : la carte de Cassini (XVIIIe siècle), la carte d'état-major (1820-1866) et les cartes ou photos aériennes de l'IGN pour la période actuelle (1950 à aujourd'hui).

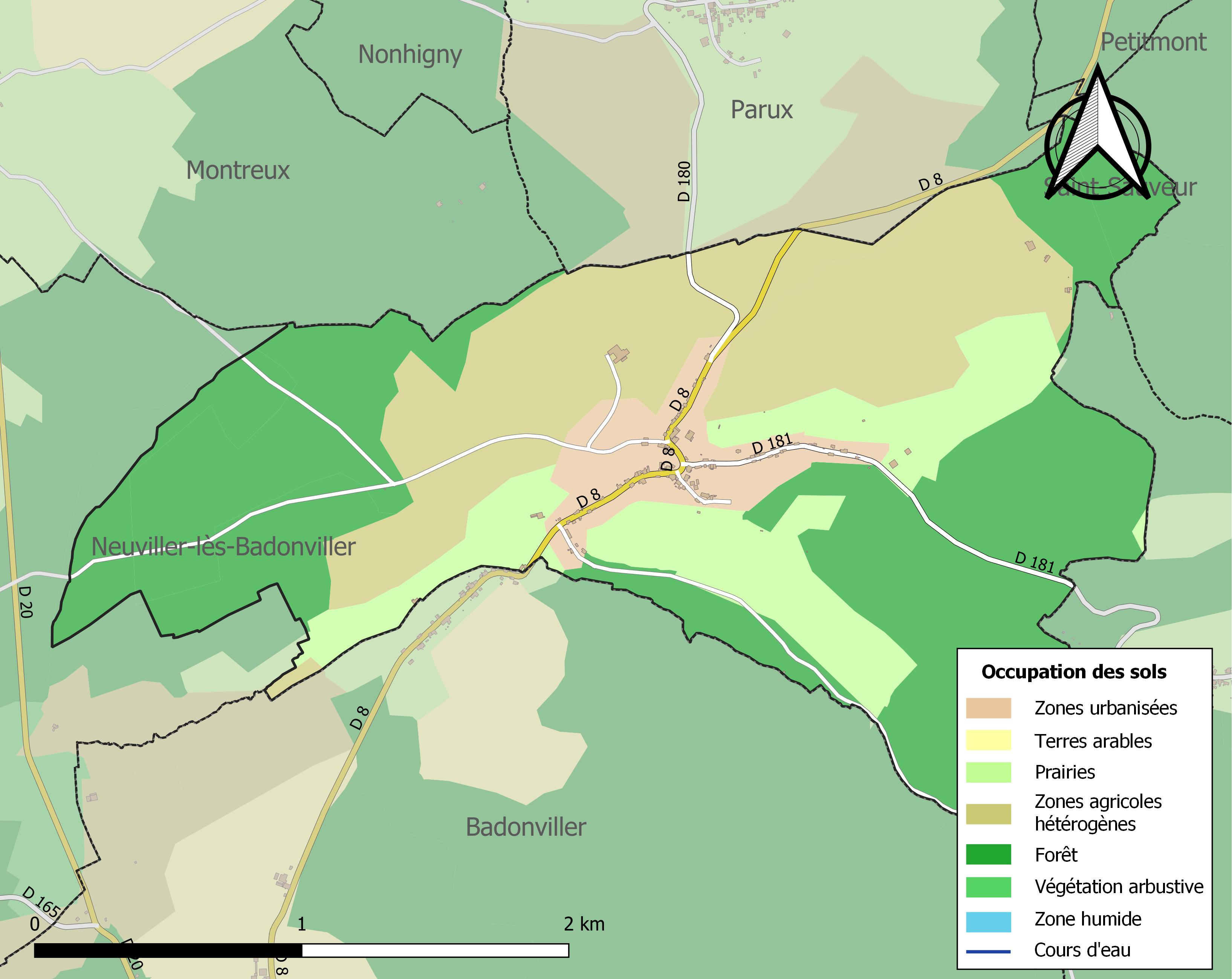
Carte des infrastructures et de l'occupation des sols de la commune en 2018 (CLC).

## Toponymie
Le nom de la localité est attesté sous les formes « Gerardus sacerdos de Brumenil » (1174) ; Brumesni (1329) ; Brumesnil (1420) ; Brumeny (1424).

## Histoire
De tradition, l'origine de la commune remonte du XIIe siècle sans laisser trop de trace jusqu'au XVIIe siècle. La localité est détruite par les Suédois et ne compte que trois maisons en 1705.
Le village est divisé en deux bans Bréménil-Ban-Saint-Pierre de la principauté de Salm (Lorraine) et Bréménil-Ban-de-Moine du bailliage de Vic (Trois Evêchés) avec des privilèges différents jusqu'en 1850.

## Héraldique
| Blason de Bréménil | Blason  | Blasonnement : d'argent à la roue de moulin d'azur surmontée d'une étoile de gueules, le tout chaussé de gueules chargé de deux saumons adossés d'argent. |
| Blason de Bréménil | Détails | Le statut officiel du blason reste à déterminer. |

## Politique et administration
| Période                                  | Période                      | Identité                                          | Étiquette | Qualité               |
| ---------------------------------------- | ---------------------------- | ------------------------------------------------- | --------- | --------------------- |
| Les données manquantes sont à compléter. |                              |                                                   |           |                       |
| 1963                                     | 2014                         | Pierre Poussardin                                 | SE        |                       |
| avril 2014                               | En cours (au 3 juillet 2020) | Christian Gallois, Réélu pour le mandat 2020-2026 |           | Policier ou militaire |

## Démographie
L'évolution du nombre d'habitants est connue à travers les recensements de la population effectués dans la commune depuis 1793. Pour les communes de moins de 10 000 habitants, une enquête de recensement portant sur toute la population est réalisée tous les cinq ans, les populations de référence des années intermédiaires étant quant à elles estimées par interpolation ou extrapolation. Pour la commune, le premier recensement exhaustif entrant dans le cadre du nouveau dispositif a été réalisé en 2005.

En 2022, la commune comptait 94 habitants, en évolution de −13,76 % par rapport à 2016 (Meurthe-et-Moselle : −0,13 %, France hors Mayotte : +2,11 %).
| 1793 | 1800 | 1806 | 1821 | 1831 | 1836 | 1841 | 1846 | 1851 |
| ---- | ---- | ---- | ---- | ---- | ---- | ---- | ---- | ---- |
| 463  | 385  | 458  | 573  | 600  | 699  | 736  | 719  | 708  |

| 1856 | 1861 | 1872 | 1876 | 1881 | 1886 | 1891 | 1896 | 1901 |
| ---- | ---- | ---- | ---- | ---- | ---- | ---- | ---- | ---- |
| 630  | 640  | 579  | 546  | 527  | 487  | 426  | 450  | 401  |

| 1906 | 1911 | 1921 | 1926 | 1931 | 1936 | 1946 | 1954 | 1962 |
| ---- | ---- | ---- | ---- | ---- | ---- | ---- | ---- | ---- |
| 405  | 372  | 269  | 245  | 204  | 207  | 179  | 181  | 188  |

| 1968 | 1975 | 1982 | 1990 | 1999 | 2005 | 2006 | 2010 | 2015 |
| ---- | ---- | ---- | ---- | ---- | ---- | ---- | ---- | ---- |
| 186  | 176  | 155  | 146  | 143  | 137  | 136  | 127  | 110  |

| 2020 | 2022 | - | - | - | - | - | - | - |
| ---- | ---- | - | - | - | - | - | - | - |
| 98   | 94   | - | - | - | - | - | - | - |

## Culture locale et patrimoine

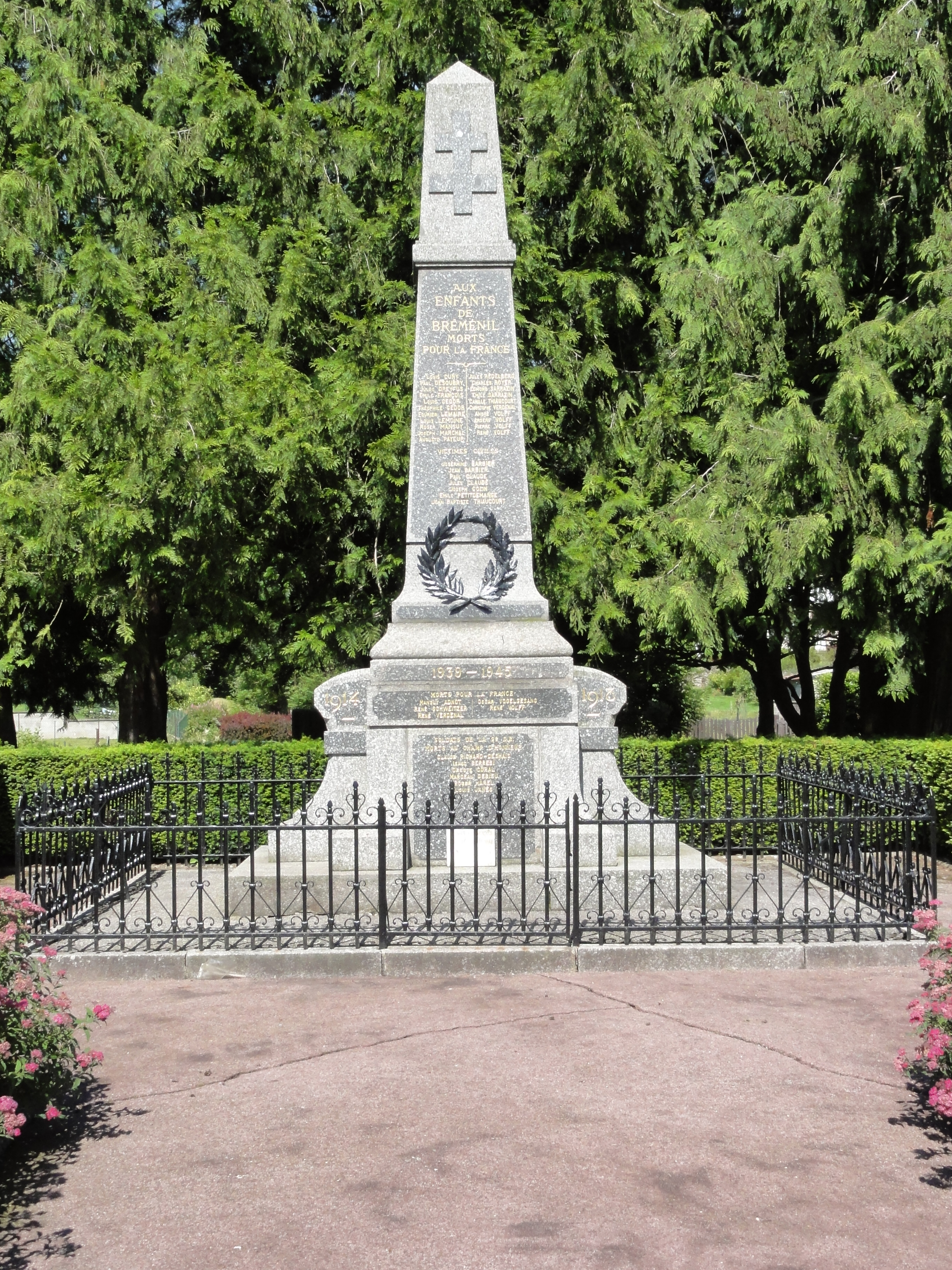
Le monument aux morts.

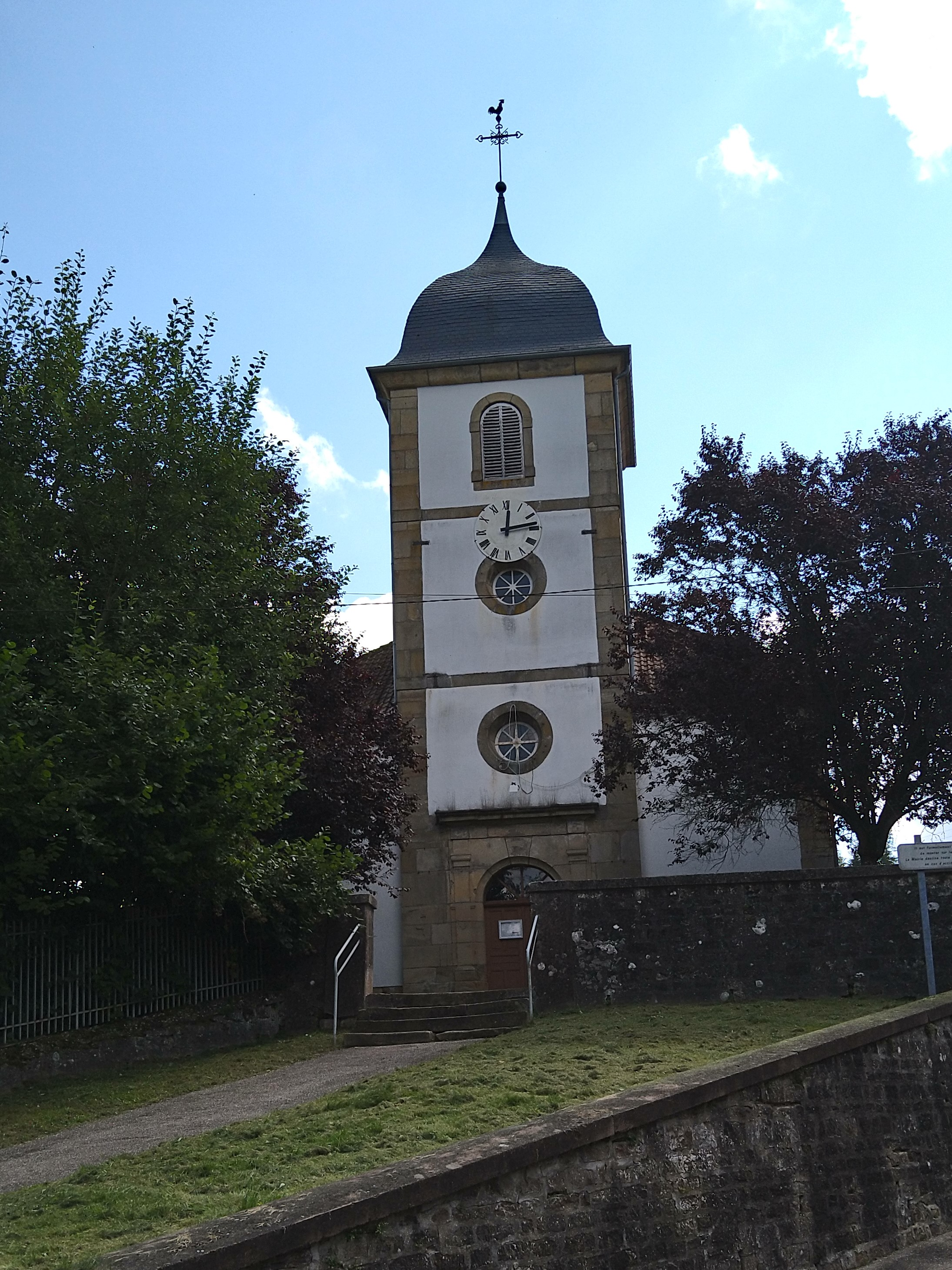
L'église.

### Lieux et monuments
- Église de la Nativité-de-la-Vierge XVIIIe siècle : tour avec toit en bulbe.